# جيسيكا فاي كارتر
جيسيكا فاي كارتر (بالإنجليزية: Jessica Faye Carter)‏ هي كاتِبة أمريكية، ولدت في 31 مايو 1972.